# 窪田修
窪田 修（くぼた おさむ、1964年（昭和39年）8月31日 - ）は、日本の大蔵・財務官僚。

## 経歴
埼玉県与野市（現・さいたま市）出身。埼玉県立浦和高等学校を経て、1988年東京大学経済学部卒業。国家公務員採用Ⅰ種試験（経済）に合格し、同年4月大蔵省入省
2024年（令和6年）7月5日、財務省理財局長に就任。2025年（令和7年）7月1日、辞職。

## 年譜
基本的な出典
- 1988年
  - 03月：東京大学経済学部卒業
  - 04月：大蔵省入省
- 1994年07月：国税庁仙台国税局八戸税務署長
- 1995年
  - 06月：大蔵省大臣官房秘書課課長補佐
  - 06月：（併）大蔵省大臣官房文書課課長補佐
- 1997年07月：大蔵省国際金融局総務課課長補佐
- 1998年07月：大蔵省主計局主計企画官補佐（財政計画第一、二係担当）
- 1999年07月：大蔵省主計局主計官補佐（農林水産第三係主査）
- 2001年01月：財務省主計局主計官補佐（農林水産第三係主査）
- 2003年07月：財務省大臣官房総合政策課課長補佐
- 2005年
  - 07月：財務省大臣官房企画官
  - 07月：（併）財務省大臣官房文書課（～2006年7月）
  - 12月：（併）内閣官房副長官補付
  - 12月：（命）内閣官房行政改革推進事務局行政改革推進調整室企画官（～2006年6月）
  - 12月：（命）特殊法人等改革推進室企画官
  - 12月：（併）特殊法人等改革推進本部事務局局員（～2006年3月）
- 2006年
  - 06月：（命）内閣官房行政改革推進室企画官
  - 10月：財務省大臣官房企画官
  - 10月：（併）内閣官房内閣総務官室
- 2007年07月：奈良県商工労働部長
- 2008年04月：奈良県総務部長
- 2009年04月：奈良県副知事
- 2011年07月：財務省主計局主計官（農林水産係担当）
- 2013年06月：財務省主計局法規課長
- 2015年07月07日：財務省大臣官房総合政策課長[6]
- 2016年06月：財務省大臣官房参事官（大臣官房担当）
- 2017年
  - 07月：財務省大臣官房付
  - 07月：（併）内閣府大臣官房審議官（大臣官房担当）
  - 07月：（併）内閣府本府規制改革推進室次長
  - 07月：（併）内閣府本府地方創生推進室次長
  - 07月：（併）内閣府地方創生推進事務局審議官
- 2019年07月05日：財務省大臣官房審議官（理財局担当）[7]
- 2020年07月20日：財務省理財局次長[8]
- 2021年
  - 07月：財務省大臣官房参事官（大臣官房担当）
  - 07月：（併）財務省大臣官房審議官（大臣官房担当）
- 2022年06月28日：内閣官房内閣人事局人事政策統括官[9][10]
- 2024年07月05日：財務省理財局長[3][4]
- 2025年07月01日：辞職[5]